# Grand Prix de Fourmies 1987
Il Grand Prix de Fourmies 1987, cinquantacinquesima edizione della corsa, si svolse il 13 settembre 1987 su un percorso di 226 km. Fu vinto dall'olandese Adrie van der Poel della PDM-Ultima-Concorde davanti ai belgi Jef Lieckens e Eric Van Lancker.

## Ordine d'arrivo (Top 10)
| Pos. | Corridore            | Squadra                         | Tempo    |
| ---- | -------------------- | ------------------------------- | -------- |
| 1    | Adrie van der Poel   | PDM-Ultima-Concorde             | 5h58'56" |
| 2    | Jef Lieckens         | Lotto-Eddy Merckx               |          |
| 3    | Eric Van Lancker     | Panasonic                       |          |
| 4    | Martin Schalkers     | Transvemij-Van Schilt-Floorgres |          |
| 5    | Eric Vanderaerden    | Panasonic                       |          |
| 6    | Johan Capiot         | Roland-Skala-TW                 |          |
| 7    | Luc Roosen           | Superconfex-Kwantum Hallen-Yoko |          |
| 8    | Jacques van der Poel | Roland-Skala-TW                 |          |
| 9    | Rudy Rogiers         | Hitachi-Marc                    |          |
| 10   | Jan Goessens         | Lotto-Eddy Merckx               |          |